# Тисдейл, Сара
Са́ра Ти́сдейл (англ. Sara Teasdale; 8 августа 1884[…], Сент-Луис, Миссури — 29 января 1933[…], Нью-Йорк, Нью-Йорк) — американская поэтесса.

## Биография
Родилась в семье, принадлежавшей к обеспеченному среднему классу. Впервые издала книгу стихов в 1907 году. Жила в Сент-Луисе, последние годы жизни провела в Нью-Йорке. В 1918 году стала лауреатом Пулитцеровской премии за сборник стихотворений «Love Songs». В 1933 выпустила последний сборник «Странная победа» (англ. Strange Victory).

### Личная жизнь
Поэтесса всегда была окружена поклонниками. Однако её трёхлетний «роман в письмах» с нью-йоркским поэтом Джоном Майерсом О’Хара закончился на первой же встрече. 19 декабря 1914 года она вышла замуж за бизнесмена Эрнста Флизингера, специалиста по экономическим связям с Латинской Америкой. В 1916 году супруги переехали в Нью-Йорк.
Во время Великой депрессии супруги развелись.
После развода Сара Тисдейл возобновила отношения с другом юных лет, Вейчелом Линдси (в 1931 году Вейчел покончил с собой), пусть и женатым к этому времени отцом двух детей.
В 1926 году у Тисдейл завязались очень близкие отношения с молодой студенткой Маргарет Конклин. С другой своей возлюбленной, Марион Каммингс Стэнли, поэтесса познакомилась в 1908 году.

### Смерть
У Тисдейл был сильный страх паралича. В конце января 1933 года у Тисдейл на руке лопнул сосуд, и она решила, что это симптом приближающейся болезни. На фоне длительной депрессии поэтесса приняла большую дозу снотворного.

### Переводы на русский
- Тисдейл С. Будут сладкими ливни (Перевод с английского Михаила Рахунова) // Интерпоэзия. – 2011. – № 1.
- Тисдейл С. Реки, текущие к морю: Избранные стихотворения / Пер. с англ. – М.: Водолей, 2011. – 192 с. – (Звезды зарубежной поэзии). ISBN 978-5-91763-062-5
- Тисдейл С. Избранные стихотворения / С. Тисдейл; пер. с англ. М. Рахунов. – СПб.: Алетейя, 2020. – 160 с.
- Три американки. Сара Тисдейл, Дороти Паркер, Сильвия Плат: Антология / Составление, вступительная статья, перевод Андрея Пустогарова. – М.: ИД РИС, 2022. – 114 с.

### Критика
- Витковский Е.В. Странная победа Сары Тисдейл // Тисдейл С. Реки, текущие к морю: Избранные стихотворения / Пер. с англ. – М.: Водолей, 2011.
- Пустогаров А.А. Пленницы эмансипации. Предисловие к книге "Три американки" // Московский книжный журнал. – 09.11.22.